# تمثال فيرا كاتز
فيرا كاتز، (بالإنجليزية: Vera Katz)‏ ويُعرف أيضًا باسم العمدة، فيرا كاتز، هو تمثال برونزي في الهواء الطلق يصور فيرا كاتز التي أنشأتها الفنانة الأمريكية بيل بن. تم الكشف عنها في عام 2006، وتقع على طول إيست بانك إسبلاناد في بورتلاند، أوريغون. دعمت كاتز، وهي عمدة سابقة للمدينة بين عامي 1993 و2005، الفنون والثقافة خلال فترة ولايتها وأسست برنامج أوريغون في المئة للفن . كما لعبت دورًا أساسيًا في تطوير إيست بانك إسبلاناد، والتي سميت باسمها. تلقى النحت استقبالًا إيجابيًا في الغالب وألهم الناس بتزيينه بالملابس والزهور والماكياج.

## وصف
التمثال بقياس 53 بوصة (130 سـم) × 18 بوصة (46 سـم)× 18 بوصة (46 سـم) ويستقر على قاعدة برتقالية مثلثة. يصور كاتز وهي ترتدي وردة بورتلاند على طية صدرها.